# Liste der denkmalgeschützten Objekte in Rangersdorf
Die Liste der denkmalgeschützten Objekte in Rangersdorf enthält die 8 denkmalgeschützten, unbeweglichen Objekte der Gemeinde Rangersdorf.

## Denkmäler
| Foto |                 | Denkmal                                                                                      | Standort                                    | Beschreibung | Metadaten |
| ---- | --------------- | -------------------------------------------------------------------------------------------- | ------------------------------------------- | --- | --- |
| ja   | Datei hochladen | Kath. Filialkirche hl. Margareta mit Friedhof HERIS-ID: 54184 Objekt-ID: 62352               | Lainach Standort KG: Lainach                | Der spätgotische Bau, der später barock umgestaltet wurde, wurde im Jahr 1521 eingeweiht. Er weist einen Chor mit 5/8-Schluss sowie einen Nordturm mit spitzbogigen Schallfenstern und einem barocken Zwiebelhelm auf. An der nördlichen Langhausseite befindet sich eine Wandmalerei des 19. Jahrhunderts, die den Heiligen Christophorus darstellt. Das Langhaus, mit einer auf zwei Säulen ruhenden hölzernen Westempore, und der Chor sind flachgedeckt und werden durch einen abgefasten Triumphbogen verbunden. Das Deckengemälde stellt die Legenden der Heiligen Margareta und des Heiligen Silvesters dar. Durch ein Chronogramm werden diese Gemälde mit den Jahreszahlen 1757 und 1758 bezeichnet. Der Hochaltar wurde um 1670 errichtet, das Mittelbild stammt aus der Mitte des 18. Jahrhunderts. Die Schnitzfiguren des Altars stellen den Heiligen Michael und Schutzengel dar. Im Altaraufsatz befindet sich ein Medaillonbild des Heiligen Georg, Engelsfiguren sowie Gottvater. Zeitgleich entstanden die Seitenaltäre, von denen der linke in einem von M. Rothschopf 1882 geschaffenen Bild den Heiligen Silvester darstellt. Der rechte Seitenaltar zeigt den Heiligen Florian. In den Brüstungsfeldern der um 1670 entstandenen Kanzel befinden sich Bilder der Evangelisten. Der Schalldeckel stammt aus der Zeit um 1700. Ende des 17. Jahrhunderts wurden die Konsolenfiguren der Heiligen Margareta und des Heiligen Josef geschaffen. In der Sakristei befinden sich ein barocker Sakristeischrank und eine Christusfigur mit den Leidenswerkzeugen. In der Friedhofsmauer ist eine Grotte eingelassen, die eine spätbarocke weibliche Figur mit einem Lamm zeigt. Bei der dargestellten Heiligen dürfte es sich um die Heilige Agnes handeln. | BDA-Hist.: Q38059871 Status: § 2a Stand der BDA-Liste: 2025-06-30 Name: Kath. Filialkirche hl. Margareta mit Friedhof GstNr.: .138/1, 929/2, .137 St. Margaretha (Lainach) |
| ja   | Datei hochladen | Kalvarienberg HERIS-ID: 92381 Objekt-ID: 107313                                              | Witschdorf Standort KG: Lainach             | | BDA-Hist.: Q37759959 Status: § 2a Stand der BDA-Liste: 2025-06-30 Name: Kalvarienberg GstNr.: 1209/3                                                                       |
| ja   | Datei hochladen | Kath. Pfarrkirche hll. Petrus und Paulus mit altem Friedhof HERIS-ID: 54491 Objekt-ID: 62780 | Rangersdorf Standort KG: Rangersdorf        | Die mittelgroße Kirche mit Strebepfeilern, Südturm mit Spitzgiebelhelm, kreuzrippengewölbtem Chor und sternrippengewölbtem Langhaus wurde Anfang des 16. Jahrhunderts erbaut und in der Barockzeit um das westliche Langhausjoch erweitert. Altäre und Kanzel sind neobarock. | BDA-Hist.: Q2082908 Status: § 2a Stand der BDA-Liste: 2025-06-30 Name: Kath. Pfarrkirche hll. Petrus und Paulus mit altem Friedhof GstNr.: .55/1, 525 Kirche Rangersdorf   |
| ja   | Datei hochladen | Rangersdorf – Gasthof Post HERIS-ID: 3036seit 2021                                           | Rangersdorf 17 Standort KG: Rangersdorf     | | BDA-Hist.: Q107624554 Status: Bescheid Stand der BDA-Liste: 2025-06-30 Name: Rangersdorf – Gasthof Post GstNr.: 612                                                        |
| ja   | Datei hochladen | Wallfahrtskirche am Marterle HERIS-ID: 55146 Objekt-ID: 63700                                | Wenneberg Standort KG: Rangersdorf          | Die kleine Kirche mit eingezogenem Chor und Südturm wurde 1904 nach Plänen von Johann Rothschopf erbaut. Die Wandmalereien stammen von Josef Buchauer, die Einrichtung ist neobarock. | BDA-Hist.: Q2542910 Status: § 2a Stand der BDA-Liste: 2025-06-30 Name: Wallfahrtskirche am Marterle GstNr.: .143 Wallfahrtskirche Marterle                                 |
| ja   | Datei hochladen | Mauerspeicher HERIS-ID: 35876 Objekt-ID: 34719                                               | bei Rangersdorf 16 Standort KG: Rangersdorf | Der Mauerspeicher, einer der ältesten bezeichneten gemauerten Kästen in Kärnten und aufgrund seiner Größe und Lage vermutlich ein Zehentkasten, ist ein freistehender, dreigeschoßiger Bau im spätgotischen Stil. Bis auf die Nordseite, auf der noch der ursprüngliche spätgotische Putz mit eingeritzter Eckquaderung erhalten ist, sind alle Wandflächen mit Rieselputz aus dem 19. Jahrhundert versehen. Das spätgotische Steinportal ist abgefast, sein Türsturz ist mit 1502 bezeichnet. | BDA-Hist.: Q37967796 Status: Bescheid Stand der BDA-Liste: 2025-06-30 Name: Mauerspeicher GstNr.: .56/2 Mauerspeicher Rangersdorf                                          |
| ja   | Datei hochladen | Nischenbildstock, Ulrichsaltar HERIS-ID: 92375 Objekt-ID: 107307                             | bei Tresdorf 2 Standort KG: Tressdorf       | | BDA-Hist.: Q37759914 Status: § 2a Stand der BDA-Liste: 2025-06-30 Name: Nischenbildstock, Ulrichsaltar GstNr.: 1142/3                                                      |
| ja   | Datei hochladen | Kath. Filialkirche hl. Ulrich HERIS-ID: 55009 Objekt-ID: 63478                               | Tresdorf Standort KG: Tressdorf             | Die Filialkirche Heiliger Ulrich wurde im Jahr 1516 geweiht, ihr gegenwärtiges Aussehen als Saalkirche mit Chor mit einem 3/8-Schluss stammt jedoch vom Anfang des 18. Jahrhunderts. Das Gebäude besitzt hochrechteckige Fenster und einen hölzernen Dachreiter, der von einem Zwiebelhelm gekrönt wird. Das dreiachsige Langhaus, welches mit einer Flachtonne überwölbt ist, mündet über einen rundbogigen, auf Pilastern ruhenden, Triumphbogen in den ebenfalls pilastergegliederten Chor. Letzterer wird von einem Gratgewölbe überdeckt. Die Decke des Langhauses zeigt Stuckrahmenfelder. Der Hochaltar stammt aus dem Jahr 1748 und zeigt im Mittelbild den Kirchenpatron (Heiliger Ulrich) und im Oberbild die Heilige Familie. Die Schnitzfiguren stellen zwei Heilige Bischöfe, den Heiligen Johannes den Täufer, Maria sowie Engel dar. Beim linken Seitenaltar befinden sich Figuren vom Heiligen Sebastian und eine Schmerzensmanndarstellung, beim rechten eine Figur des Heiligen Ulrich. In einer Wandnische befindet sich eine Johannisschüssel. An der Brüstung der hölzernen Empore befinden sich fünf spätbarocke Passionsbilder. Außerhalb der Kirche befindet sich eine große, volkstümliche Schnitzgruppe aus dem 18. Jahrhundert, die Christus und die beiden Schächer am Kreuz darstellen. | BDA-Hist.: Q38063296 Status: § 2a Stand der BDA-Liste: 2025-06-30 Name: Kath. Filialkirche hl. Ulrich GstNr.: .35 Kirche Tressdorf                                         |